# Niyaməddin Paşayev
Niyaməddin Paşayev (Qubadlı, 1º maggio 1980) è un taekwondoka azero.

## Palmarès

### Mondiali di taekwondo
- Oro a Campionati mondiali di taekwondo 2001
- Bronzo a Campionati mondiali di taekwondo 2003

### Europei di taekwondo
- Bronzo a Campionati europei di taekwondo 2000
- Oro a Campionati europei di taekwondo 2004
- Oro a Campionati europei di taekwondo 2005